# Cycnoches barthiorum
Cycnoches barthiorum är en orkidéart som beskrevs av George Francis, Jr. Carr och Eric Alston Christenson. Cycnoches barthiorum ingår i släktet Cycnoches, och familjen orkidéer.
Artens utbredningsområde är Colombia. Inga underarter finns listade i Catalogue of Life.

## Bildgalleri

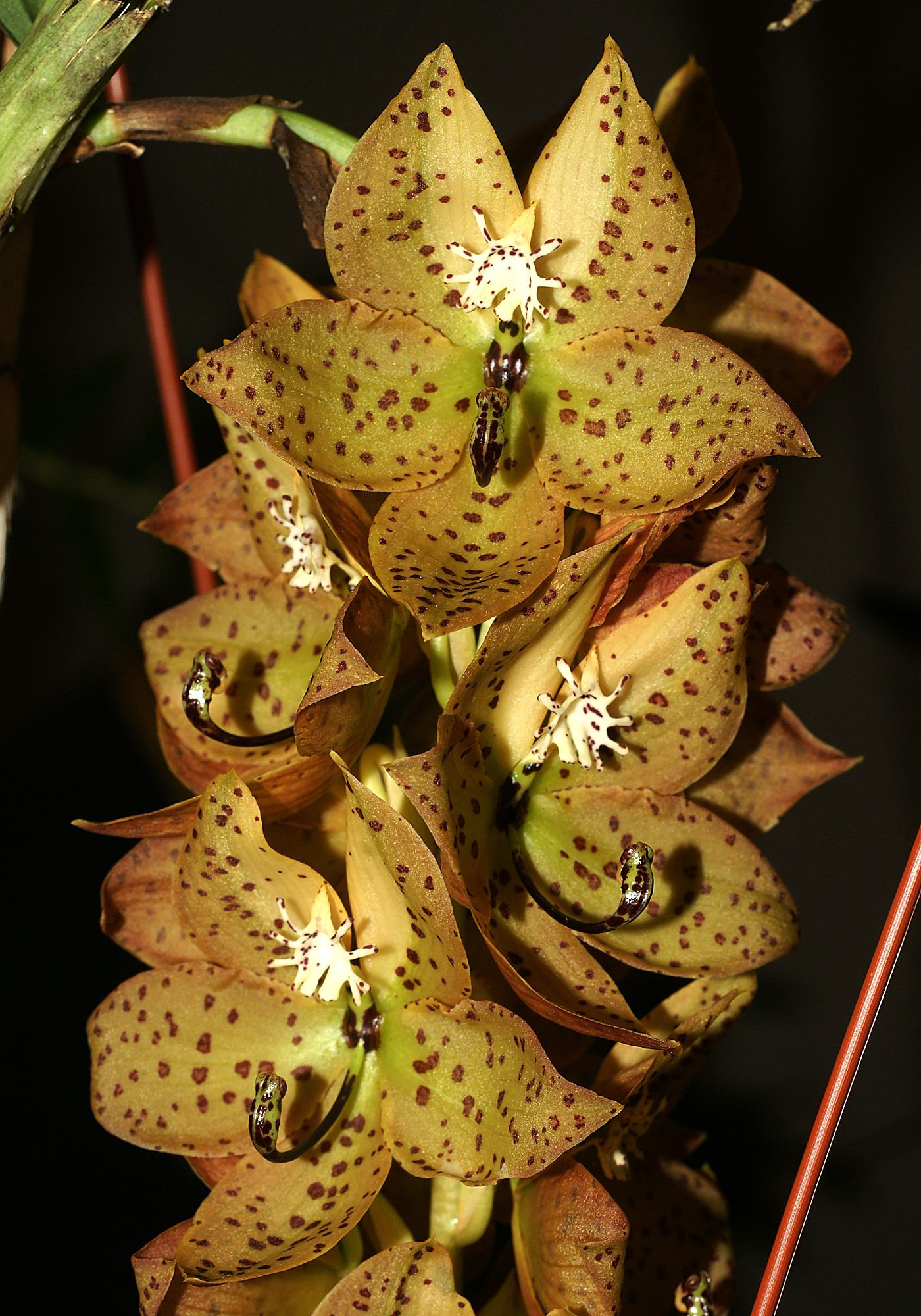